# Olsynium

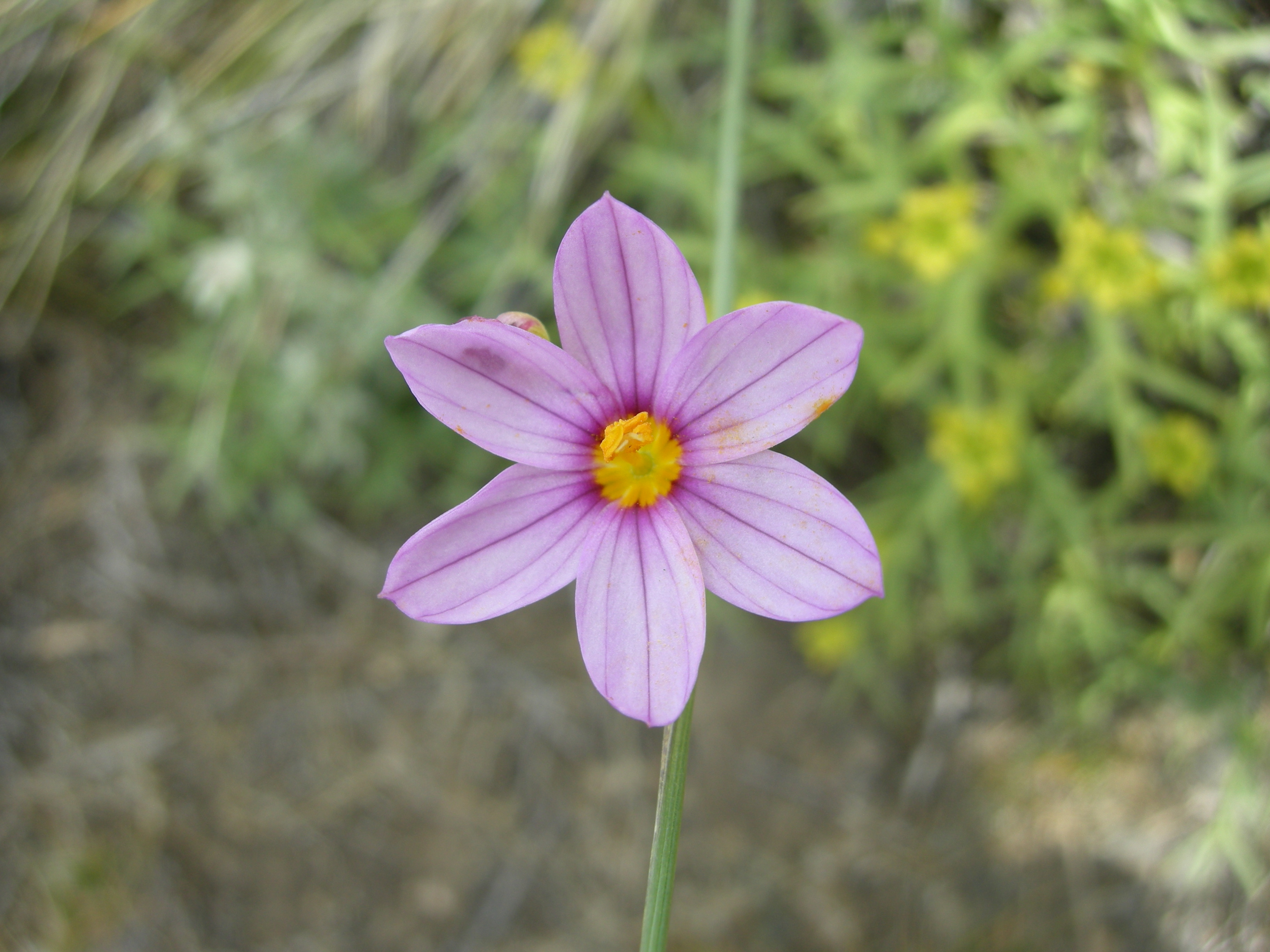
Kwiat Olsynium junceum

Olsynium Raf. – rodzaj wieloletnich roślin należący do rodziny kosaćcowatych (Iridaceae Juss.). Obejmuje 17 gatunków.

## Systematyka
Pozycja systematyczna według Angiosperm Phylogeny Website (aktualizowany system APG III z 2009)
Jeden z rodzajów plemienia Tigridieae i podrodziny Iridoideae w obrębie kosaćcowatych (Iridaceae) należących do rzędu szparagowców (Asparagales) w obrębie jednoliściennych. 
Wykaz gatunków
| - Olsynium acaule (Klatt) Goldblatt - Olsynium andinum (Phil.) Ravenna - Olsynium biflorum (Thunb.) Goldblatt - Olsynium bodenbenderi (Kurtz) Goldblatt - Olsynium chrysochromum J.M.Watson & A.R.Flores - Olsynium douglasii (A.Dietr.) E.P.Bicknell - Olsynium filifolium (Gaudich.) Goldblatt - Olsynium junceum (E.Mey. ex C.Presl) Goldblatt - Olsynium lyckholmii (Dusén) Goldblatt | - Olsynium nigricans (Phil.) R.A.Rodr. & Martic. - Olsynium obscurum (Cav.) Goldblatt - Olsynium philippii (Klatt) Goldblatt - Olsynium porphyreum (Kraenzl.) Ravenna - Olsynium scirpoideum (Poepp.) Goldblatt - Olsynium stoloniferum Ravenna - Olsynium trinerve (Baker) R.A.Rodr. & Martic. - Olsynium villosum Ravenna |